# 776 до н. е.

## Події
- Початок правління Мунюла, царя корейської держави Кочосон.
- Палака став царем держави Магадха в Індії.
- Перші Олімпійські ігри в Греції, початок відліку часу за Олімпіадами.
- Цар Урарту Аргішті І заснував місто Аргіштіхінілі (Армавір).
- Заснування родосцями в землях опіків міста Парфенопа (Неаполь). Початок грецької колонізації в Італії та на Сицилії.